# Bianrifi Tarmidi
Bianrifi Tarmidi (nascido em 1958) é um ex-primeiro-ministro das Comores, cargo que ocupou de 2 de dezembro de 1999 a 29 de novembro de 2000. Ele foi nomeado para o cargo sob o comando do coronel e presidente Azali Assoumani depois de este tomar o poder num golpe de abril de 1999. Ele foi nomeado para aliviar a pressão internacional sobre o regime, embora Assoumani mantivesse todo o poder.
Bianrifi Tarmidi é atualmente ministro da Justiça e do Interior do governo autónomo de Mohéli.